# Robert Stack
Robert Langford Modini Stack, lepiej znany jako Robert Stack (ur. 13 stycznia 1919 w Los Angeles, zm. 14 maja 2003 w Beverly Hills) − amerykański aktor, producent filmowy i prezenter.
Laureat nagrody Emmy 1960 za rolę pozbawionego poczucia humoru agenta federalnego Eliota Nessa w serialu CBS Nietykalni (The Untouchables, 1959−1963), nominowany do Oscara dla najlepszego aktora drugoplanowego za rolę Kyle’a Hadleya w melodramacie Douglasa Sirka Pisane na wietrze (1956).
8 lutego 1960 otrzymał własną gwiazdę w Alei Gwiazd w Los Angeles znajdującą się przy 7001 Hollywood Boulevard.

## Filmografia

### Filmy
- 1942: Być albo nie być (To Be or Not to Be) jako Porucznik Stanisław Sobiński
- 1948: Randka z Judy (A Date with Judy) jako Stephen Andrews
- 1952: Bwana Devil jako Jack Hayward
- 1954: Noc nad Pacyfikiem (The High and the Mighty) jako John Sullivan (kapitan)
- 1956: Pisane na wietrze (Written on the Wind) jako Kyle Hadley
- 1975: Morderstwo podczas lotu 502 (Murder on Flight 502) jako Kapitan Larkin
- 1979: 1941 jako Maj. Gen. Joseph W. Stilwell
- 1980: Czy leci z nami pilot? (Airplane!) jako Rex Kramer
- 1983: Niespotykane męstwo (Uncommon Valor) jako MacGregor
- 1986: Wielki kłopot (Big Trouble) jako Winslow
- 1986: Arktyczna gorączka (Arctic Heat) jako głos admirała
- 1986: The Transformers: The Movie jako Ultra Magnus
- 1987: Detektyw (Plain Clothes) jako Pan Gardner
- 1988: Niebezpieczne zakręty (Dangerous Curves) jako Louis Faciano
- 1988: Golfiarze II (Caddyshack II) jako Chandler Young
- 1990: Joe kontra wulkan (Joe Versus the Volcano) jako dr Ellison
- 1996: Beavis i Butt-head zaliczają Amerykę jako Agent Flemming (głos)
- 1999: Hercules: Zero to Hero jako Narrator (głos)
- 1999: Sealed with a Kiss (TV) jako Sumner Ethridge
- 2001: Wakacje. Żegnaj szkoło (Recess: School’s Out) jako Reynolds Penland (głos)
- 2001: Jak wyrwać laskę (Killer Bud) jako Gooch

### Seriale TV
- 1959-63: Nietykalni (The Untouchables) jako Eliot Ness
- 1980: Statek miłości (The Love Boat) jako Bret Garrett
- 1981-82: Grupa specjalna (Strike Force) jako Kapitan Frank Murphy
- 1984: Żony Hollywood (Hollywood Wives) jako George Lancaster
- 1984: Jerzy Waszyngton (George Washington) jako Generał John Stark
- 1984: Hotel jako Lewis Blackwood
- 1985: Bracia (Brothers) jako Russell Maltby
- 1985: Hotel jako Charles Vandoor
- 1986: Napisała: Morderstwo (Murder, She Wrote) jako Chester Harrison
- 1987: Falcon Crest jako Roland Saunders
- 1997: Diagnoza morderstwo (Diagnosis Murder) jako Peter McReynolds
- 1998-99: Herkules (Hercules) jako Bob narrator (głos)
- 2000: Bobry w akcji (The Angry Beavers) jako Narrator (głos)
- 2001: Bobby kontra wapniaki (King of the Hill) jako (głos)